# Berenguer de Cruïlles
Pour les articles homonymes, voir Berenguer.
Berenguer de Cruïlles a été évêque de Gérone et premier président de la députation du général de Catalogne (1359-1362) au XIVe siècle.